# Torre Ícono
La Torre Ícono es el edificio más alto de Paraguay, ubicado en Asunción, cuenta con una altura de 142 m libres y 37 pisos.
La Torre Ícono se localiza en la esquina de las calles Juan de Salazar y Boquerón, de Asunción y tiene dos particularidades: es el más alto de la ciudad y el primero que aplica el concepto del "loft", es decir, pisos vacíos que son vendidos en forma totalmente independiente para que sus propietarios los diseñen y completen a gusto, esto permite además que todo el nivel sea de cada residente, no estará subdividido con los tradicionales vecinos de los grandes edificios con departamentos.
La torre cuenta con una altura final de 150 metros, consta de 38 pisos, de los cuales 32 son viviendas y 5 son áreas comunes. Su inauguración fue en el año 2011, pero la obra concluyó oficialmente en el año 2014 con el nombre de "Ícono". Este tipo de residencias es usual en ciudades como Buenos Aires, São Paulo, Berlín, Nueva York y otras metrópolis del mundo.
El Ícono es uno de los edificios más estratégicos de la ciudad capital de Paraguay, pues se ubica en la confluencia de las principales avenidas de Asunción: Mariscal López, Perú, España y General Artigas.
La estructura fue desarrollada con la última tecnología arquitectónica antisísmica y además, puede soportar vientos de más de 200 km/h, sin que los residentes perciban oscilación alguna. El arquitecto de la construcción afirma que se destaca de otros edificios circunvecinos no solo por su altura, sino también por la increíble panorámica que se obtiene de la ciudad de Asunción gracias a sus dos bloques laterales que permiten ventanales más amplios.
La torre ha sido concluida, su inauguración fue en 2019. No obstante su presencia en el paisaje de Asunción ya se ha vuelto referencial, visualizándose casi toda la ciudad.[cita requerida]

## Galería
|                                                            |
| La Torre Ícono destacándose en el skyline asunceno en 2010 |

|                                |
| La Torre Ícono en mayo de 2012 |

- Datos: Q5986675